# Louvigné-de-Bais
 Louvigné-de-Bais  es una población y comuna francesa, situada en la región de Bretaña, departamento de Ille y Vilaine, en el distrito de Rennes y cantón de Châteaubourg.

## Demografía
| 1102 | 1087 | 1122 | 1124 | 1209 | 1411 |
| Para los censos de 1962 a 1999 la población legal corresponde a la población sin duplicidades (Fuente: INSEE [Consultar]) |      |      |      |      |      |